# Katholischer Medienverband
Der Katholische Medienverband e. V. ist ein Zusammenschluss katholischer deutscher Medienunternehmen mit Sitz in Bonn.

## Geschichte
Der Katholische Medienverband ging im Jahr 2000 aus der Verschmelzung der Arbeitsgemeinschaft Katholische Presse (AKP), die 1949 gegründet worden war, und dem Verband Katholischer Verleger und Buchhändler (VKB), dessen Vorgängerorganisationen bis in das Jahr 1906 zurückzuverfolgen sind, hervor. Bereits im Jahr 1998 wurden die Geschäftsstellen der beiden Verbände zusammengelegt. Die verstärkte Kooperation hatte  im Hintergrund, dass ein Viertel der im Buchhändlerverband organisierten Mitglieder auch in der AKP vertreten waren. Zudem sahen die Verantwortlichen große Gemeinsamkeiten beider Verbände hinsichtlich ihrer Ziele, Aufgaben und Strukturen. Ein jährlich abgehaltenes Kontaktgespräch beider geschäftsführenden Vorstände sollte dazu beitragen, die Zusammenarbeit weiter zu intensivieren. Im Jahre 2001 erfolgte als letzter Schritt dieses Fusionsprozesses die Verschmelzung beider Verbände zum Katholischen Medienverband e. V. (KM.) mit Sitz in Bonn. Seit 2004 trägt der Verband den aktuellen Namen.

## Ziele und Aufgaben des Katholischen Medienverbandes
Der Verband hat den Zweck, seine Mitglieder in ihrem Einsatz für Medien zu unterstützen, ihre Interessen in Kirche und Gesellschaft zu vertreten und die gemeinsame Weiterbildung zu fördern. Dazu gehört auch, sich für die Verbreitung christlicher Grundwerte in den Medien einzusetzen. Insbesondere geschieht dies durch:
- die Förderung der Zusammenarbeit unter den Mitgliedern durch
  - regelmäßige Informationen
  - Öffentlichkeitsarbeit für religiöse Medien
  - Beratung und Unterstützung der Mitglieder auf den Gebieten der verlegerischen, redaktionellen und buchhändlerischen Arbeit, des Informations-, Vertriebs-, Werbe- und Anzeigenwesens sowie in allen Fällen, in denen gemeinsames Handeln sinnvoll erscheint
- die Förderung der beruflichen, sozialen und religiösen Belange der Mitglieder
- die Qualifizierung des Nachwuchses und die Vermittlung von entsprechenden geeigneten Arbeitsplätzen
- die Planung und Durchführung spezifischer Fortbildungsveranstaltungen
- die Wahrnehmung der Interessen der katholischen Medienunternehmen, Medienverbände und Medienschaffenden in der Öffentlichkeit durch
  - Beschäftigung mit Grundsatzfragen der Medien
  - Veröffentlichung von Verlautbarungen und Stellungnahmen zu Fragen der Medien
  - Zusammenwirken mit kirchlichen  Einrichtungen/Institutionen und Verbänden sowie sonstigen Einrichtungen, die sich mit Fragen der Medien befassen
- Zusammenarbeit in der Ökumene
- Zusammenarbeit mit Organisationen im Ausland, mit Institutionen im Bereich der Leseförderung sowie mit sonstigen verbandlichen und berufsständischen Einrichtungen und staatlichen Stellen
- die Schlichtung von Streitigkeiten der Mitglieder untereinander durch eine vom Vorstand einzurichtende Schiedsstelle[2]

## Struktur und Gremien

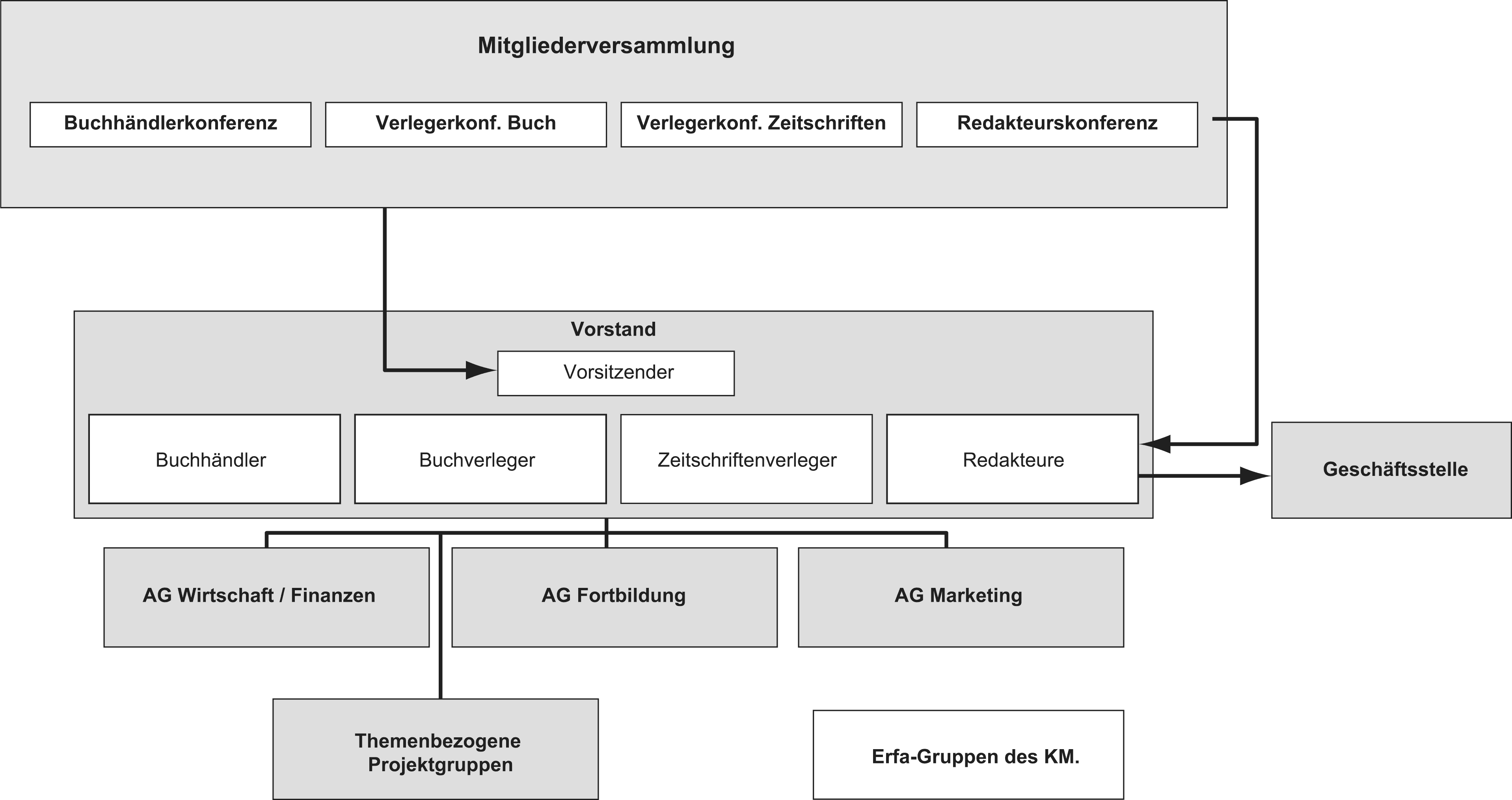
Organigramm des Katholischen Medienverbandes

Das höchste beschlussfassende Gremium ist die Mitgliederversammlung. Sie wählt den Vorsitzenden. Die Mitglieder sind außerdem in vier Konferenzen (Buchhändlerkonferenz, Verlegerkonferenz Buch, Verlegerkonferenz Zeitschriften, Redakteurskonferenz) organisiert. Jede Konferenz entsendet jeweils einen Sprecher und einen stellvertretenden Sprecher in den Vorstand. Dem Vorstand arbeiten drei ständige Gremien/Arbeitsgemeinschaften zu: AG Wirtschaft und Finanzen, AG Fortbildung und AG Marketing und Öffentlichkeitsarbeit. Daneben können zeitlich begrenzte, themenspezifische Projektgruppen eingerichtet werden. Der Sitz der Geschäftsstelle ist in München.
Weitere Einrichtungen des KM. sind branchenspezifische Erfahrungsaustausch-Gruppen.
Der KM. entsendet Vertreter in verschiedene kirchliche und mediale Gremien:
- Arbeitsgemeinschaft der katholischen Organisationen Deutschlands
- Börsenverein des Deutschen Buchhandels
- Institut zur Förderung publizistischen Nachwuchses (Auswahlgremium Volontäre)
- Aufsichtsrat der Katholischen Nachrichten-Agentur (KNA)
- Jury des Katholischen Kinder- und Jugendbuchpreises
- Jury des Katholischen Medienpreises
- Zentralkomitee der deutschen Katholiken

Gemeinsam mit der Gesellschaft Katholischer Publizistinnen und Publizisten Deutschlands und der Deutschen Bischofskonferenz vergibt der Katholische Medienverband jährlich den Katholischen Medienpreis.

## Vorsitzende
- 2001–2007 Alfons Friedrich (Geschäftsführer der Don Bosco Medien)
- 2007–2014 Rolf Pitsch (bis Mitte 2012 Direktor des Borromäusvereins, seither Co-Geschäftsführer der Bonifatius GmbH)
- seit Juni 2014 Ulrich Peters (Vorstandsvorsitzender der Schwabenverlag AG)

## Mitglieder
Aktuell (Stand: 2012) sind Mitglied im Katholischen Medienverband:
- 51 Buchhandlungen
- 51 Buchverlage
- 65 Zeitschriftenverlage
- 178 Zeitungen und Zeitschriften
- 88 Chefredakteure
- 26 persönliche Mitglieder
- 2 Ehrenmitglieder